# Hesperiphona abeillei
Il frosone dal cappuccio (Hesperiphona abeillei (Lesson, 1839)) è un uccello passeriforme della famiglia dei Fringillidi.

## Tassonomia
In passato la specie era ascritta al genere Coccothraustes, che condivideva col frosone eurasiarico con il nome di Coccothraustes abeillei: pur continuando ad essere ritenuta ad esso affine, attualmente essa viene classificata in un genere a sé stante assieme all'affine frosone vespertino (Hesperiphona vespertina). Recenti studi filogenetici hanno dimostrato che questi uccelli abbiano una stretta affinità coi frosoni asiatici dei generi Mycerobas e Eophona.
Se ne distinguono quattro sottospecie, che si differenziano fra loro principalmente per l'estensione del nero sulla testa e per la tonalità del colore del corpo:
- Hesperiphona abeillei abeillei (Lesson, 1839), la sottospecie nominale, diffusa in Messico centrale e meridionale;
- Hesperiphona abeillei cobanensis (Nelson, 1928), diffusa in Messico meridionale e Guatemala;
- Hesperiphona abeillei pallida (Nelson, 1928), diffusa nella porzione nord-occidentale dell'areale occupato dalla specie;
- Hesperiphona abeillei saturata (Sutton & Burleigh, 1939), diffusa lungo il versante costiero nord-orientale del Messico.

## Distribuzione e habitat
Il frosone dal cappuccio vive in America centrale, occupando un areale che si estende grossomodo dalla Sierra Madre Occidentale al versante costiero orientale del Messico, e a sud fino al Guatemala.
Il suo habitat è rappresentato dalle foreste miste e dalle foreste di conifere, con predilezione per aree di vegetazione densa e con presenza di una fonte d'acqua permanente nelle vicinanze.

## Descrizione

### Dimensioni
Misura fra i 16 e i 18 cm di lunghezza, per un'apertura alare di circa 20–25 cm ed un peso inferiore ai 40 g.

### Aspetto

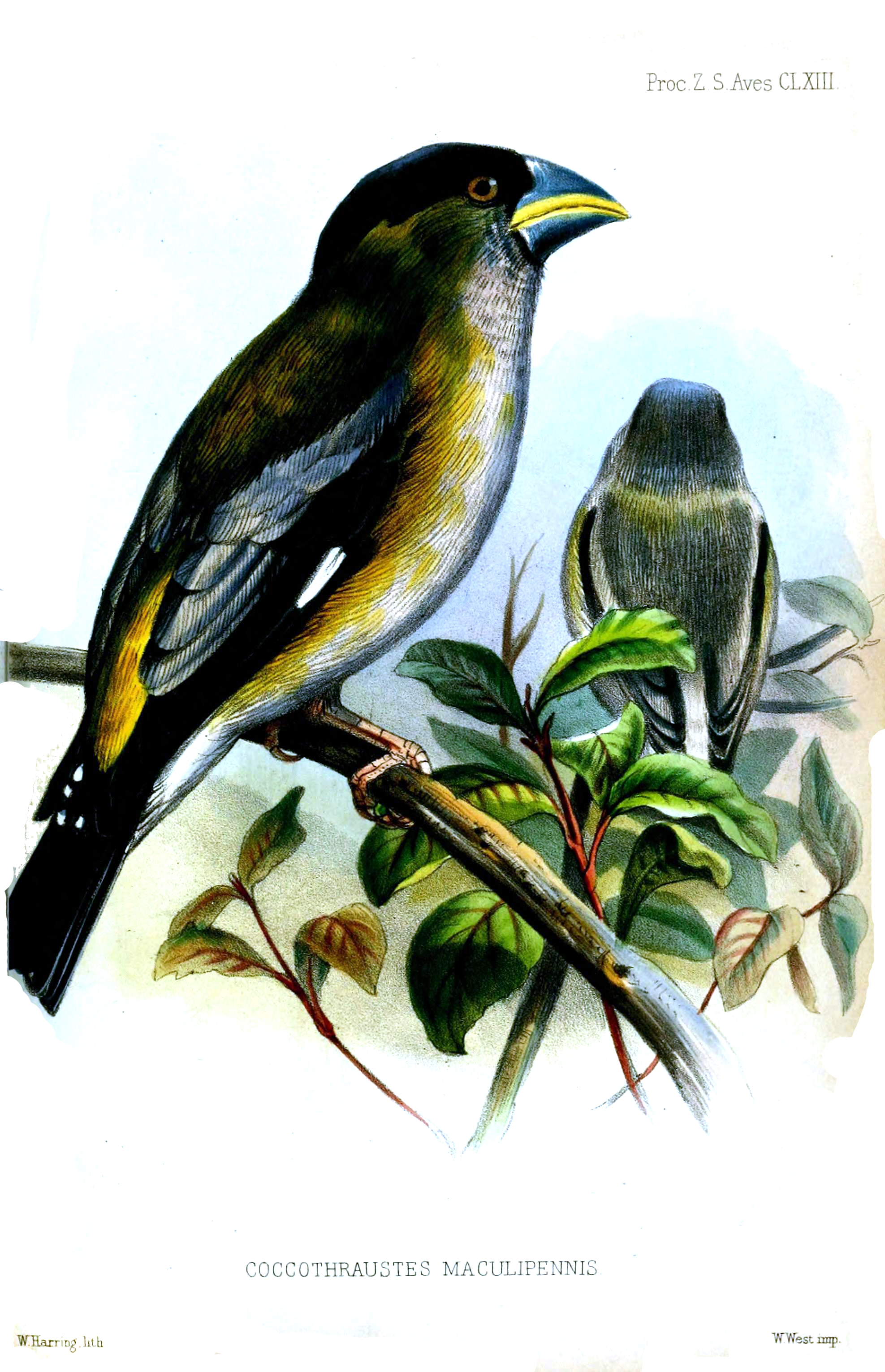
Illustrazione raffigurante una femmina.

L'aspetto è massiccio, con grossa testa e coda piuttosto corta. Il becco è robusto e conico.

La specie presenta un dicromatismo sessuale piuttosto netto, al punto che in passato la femmina è stata addirittura classificata come specie a sé stante col nome di Coccothraustes maculipennis. Nel maschio, infatti, la colorazione è di un bel giallo uniforme su tutto il corpo con tendenza a sfumare ne verdastro sul dorso (nella sottospecie pallida tuttavia il giallo è sostituito da un caldo grigio-brunastro), mentre il bordo delle ali e la parte superiore della coda sono neri, così come nera è la testa, sicché sembra che l'animale indossi un cappuccio (da cui il nome comune della specie), e le copritrici secondarie sono bianche come anche nell'affine frosone vespertino: la sottospecie cobanensis il nero della testa si riduce a una mascherina attorno a occhi e becco ed alla calotta cranica, mentre il petto ed il ventre sono grigio-argentei. Nella femmina, invece, il corpo è uniformemente di colore grigio-brunastro, più vivido nella zona ventrale, ed il nero della testa è quasi completamente assente, riducendosi ad una mascherina attorno a occhi e becco e ad una piccola calotta sulla fronte e la parte superiore del cranio. In ambedue i sessi il becco è di color grigio con sfumature giallastre, gli occhi grandi e rotondi sono di colore bruno, le zampe di colore carnicino scuro con quattro dita, di cui tre rivolte in avanti ed uno rivolto all'indietro.

## Biologia
Si tratta di uccelli diurni, stanziali, tendenzialmente solitari, che tuttavia non hanno problemi a riunirsi in gruppetti anche di qualche decina d'individui, specialmente attorno alle fonti di cibo quando questo viene a scarseggiare (come ad esempio succede durante la stagione fredda nelle zone settentrionali dell'areale). Durante il periodo riproduttivo, tuttavia, le coppie mostrano una spiccata territorialità e non esitano ad attaccare eventuali intrusi conspecifici.

### Alimentazione
La dieta di questi uccelli è essenzialmente granivora: essi si nutrono infatti di semi di ogni tipo, del cui involucro riescono ad avere facilmente ragione grazie al grosso becco e alla poderosa muscolatura che ad esso si associa. Più raramente, il frosone dal cappuccio può essere osservato nutrirsi anche di altro materiale vegetale (come bacche e frutti), o addirittura invertebrati: questo avviene soprattutto durante la stagione degli amori, quando questi uccelli necessitano di cibo molto nutriente per affrontare gli sforzi riproduttivi e per nutrire la prole.

### Riproduzione
Le coppie si formano coi primi caldi, col maschio che insegue incessantemente la femmina fino a quando essa non acconsente all'accoppiamento.
Il nido è a forma di coppa e viene costruito dalla femmina con ramoscelli intrecciati foderati all'interno da fili d'erba e pelo animale. Al suo interno, la femmina depone solitamente 4 uova, che vengono covate per circa due settimane. I nidiacei vengono nutriti da entrambi i genitori e sono in grado di involarsi a 20 giorni dalla schiusa: tuttavia, essi tendono a rimanere coi genitori per almeno altri 10 giorni.